# Правила не застосовуються
«Правила не застосовуються» (англ. Rules Don't Apply) — американський мелодраматичний фільм, знятий Ворреном Бітті. Прем'єра стрічки в Україні відбулась 30 березня 2017 року. Фільм розповідає про молодих акторку і бізнесмена, які закохуються один в одного, але на заваді їх почуттів стоїть мільярдер Говард Г'юз.

## У ролях
| Актор          | Роль                   |
| -------------- | ---------------------- |
| Воррен Бітті   | Говард Г'юз            |
| Лілі Коллінз   | Марла Мабрі            |
| Олден Еренрайх | Френк Форбс            |
| Аннетт Бенінг  | Люсі Мабрі             |
| Метью Бродерік | Левар Матіс            |
| Алек Болдвін   | Роберт Майо            |
| Мартін Шин     | Ной Дітріх             |
| Таісса Фарміга | Сара Брендсфорд        |
| Гейлі Беннетт  | Мемі Мерфі             |
| Пол Шнайдер    | Річард Міскін          |
| Стів Куган     | полковник Ніґел Бріґґз |
| Дебні Коулмен  | Реймонд Голлідей       |
| Олівер Платт   | містер Форестер        |
| Пол Сорвіно    | Вернон Скотт           |
| Патрік Фішлер  | режисер                |
| Чейс Кроуфорд  | молодий актор          |

## Виробництво
Зйомки фільму почались 24 лютого 2014 року в Лос-Анджелесі.

## Сприйняття

### Критика
Фільм отримав змішані відгуки від кінокритиків. На вебсайті Rotten Tomatoes стрічка має рейтинг 57% за підсумком 104 рецензій, а її середній бал становить 6/10. На Metacritic фільм отримав 59 балів зі 100 на підставі 38 рецензій, що вважається «змішаним сприйняттям».

### Нагороди та номінації
| Список нагород та номінацій | Список нагород та номінацій | Список нагород та номінацій           | Список нагород та номінацій | Список нагород та номінацій | Список нагород та номінацій |
| Кінопремія                  | Дата церемонії              | Категорія                             | Номінант(и)                 | Результат                   | Дж                          |
| --------------------------- | --------------------------- | ------------------------------------- | --------------------------- | --------------------------- | --------------------------- |
| Кінопремія Голлівуду        | 6 листопада 2016            | Найкращий новий актор                 | Лілі Коллінз                | Перемога                    | [ 4 ]                       |
| Кінопремія Голлівуду        | 6 листопада 2016            | Найкращий дизайн костюмів             | Альберт Вольські            | Перемога                    | [ 4 ]                       |
| Премія «Золотий глобус»     | 8 січня 2017                | Найкраща акторка (комедія або мюзикл) | Лілі Коллінз                | Номінація                   | [ 5 ] [ 6 ]                 |